# Mademoiselle Joubert
Mademoiselle Joubert est une série télévisée française en 5 épisodes de 90 minutes dont 4 épisodes ont été diffusés entre le 24 octobre 2005 et le 30 avril 2012 sur TF1, puis rediffusé en 2012 sur NT1 et en janvier 2015 sur Gulli.

## Synopsis
Cette série met en scène Nathalie Joubert, institutrice à Ars-en-Ré sur l'île de Ré, qui élève son neveu Romain depuis la mort accidentelle de ses parents.

## Distribution
- Laurence Boccolini : Nathalie Joubert
- Marvin Benhaïm : Romain
- Patrice Juiff : Jérôme Demangel
- Philippe Uchan : Pierre Dufoix
- Élodie Yung : Fanny Ledoin (uniquement les quatre premiers épisodes car elle a rejoint la distribution des Bleus, premiers pas dans la Police.)
- Stéphanie Vicat
- Max Boublil : Tristan, le nouveau maître des écoles (seulement à l'épisode 5, en remplacement d'Élodie Yung)

## Épisodes

### Saison 1
1. Le Nouveau (diffusé le 25 octobre 2005) avec Daniel Rialet et Rochelle Redfield.

### Saison 2
1. Chagrin caché (diffusé le 30 octobre 2006) avec Christine Lemler, Alexandre Thibault et Sylvie Laguna.
2. Dans un trou de souris (diffusé le 21 mai 2007) avec Valeria Cavalli.

### Saison 3
1. Les inséparables (Inédit) (diffusé en 2008)
2. En toute amitié (diffusé le 30 avril 2012)[1] avec Jean-Louis Foulquier, Nathalie Courval et Joy Esther.

## Tournage
Le tournage a eu lieu sur l'Île de Ré à La Couarde-sur-Mer, Ars-en-Ré mais aussi à La Rochelle.